# Efedrina/etilmorfina
La Efedrina/etilmorfina (en inglés: Ephedrine/ethylmorphine, Lepheton) Es un fármaco de combinación utilizado como Antitusígeno. Consta de etilmorfina (un opiáceo) y Efedrina (una Amina simpaticomimética).